# Massif du Cotiella
Le massif du Cotiella, ou massif de Cotiella, est un massif de montagnes de la chaîne des Pyrénées situé dans la province de Huesca, Aragon, Espagne.
C'est un massif calcaire assez élevé, qui culmine au Cotiella à 2 912 m. Bien qu'il ne dépasse pas les 3 000 m d'altitude, l'isolement relatif du massif le fait apparaître comme imposant, offrant une vue panoramique sur toute la région depuis ses sommets. Par temps clair, il est visible depuis la ville de Lérida.
Certains des endroits les plus emblématiques du massif sont :
- l'ibón de Plan, ou Basa de la Mora, lac de montagne où selon la tradition une princesse habiterait avec le cœur pur et apparaîtrait dans la nuit de San Juan ;
- le cirque d'Armeña parsemé de gouffres et de galeries, la nature calcaire du sol faisant que l'eau s'y infiltre, et l'ibón de Armeña, lac proche du cirque.

Le sommet de Cotiella est l'un des endroits des Pyrénées où par tradition se trouve un Sabbat des sorcières, la toponymie locale contenant des noms comme la Brecha de las Brujas (2 604 m), nom signifiant la « brèche des sorcières » en français.

## Toponymie
Le nom Cotiella dériverait du latin cotis, « la pierre dure, ou pierre à trancher ».

## Géographie

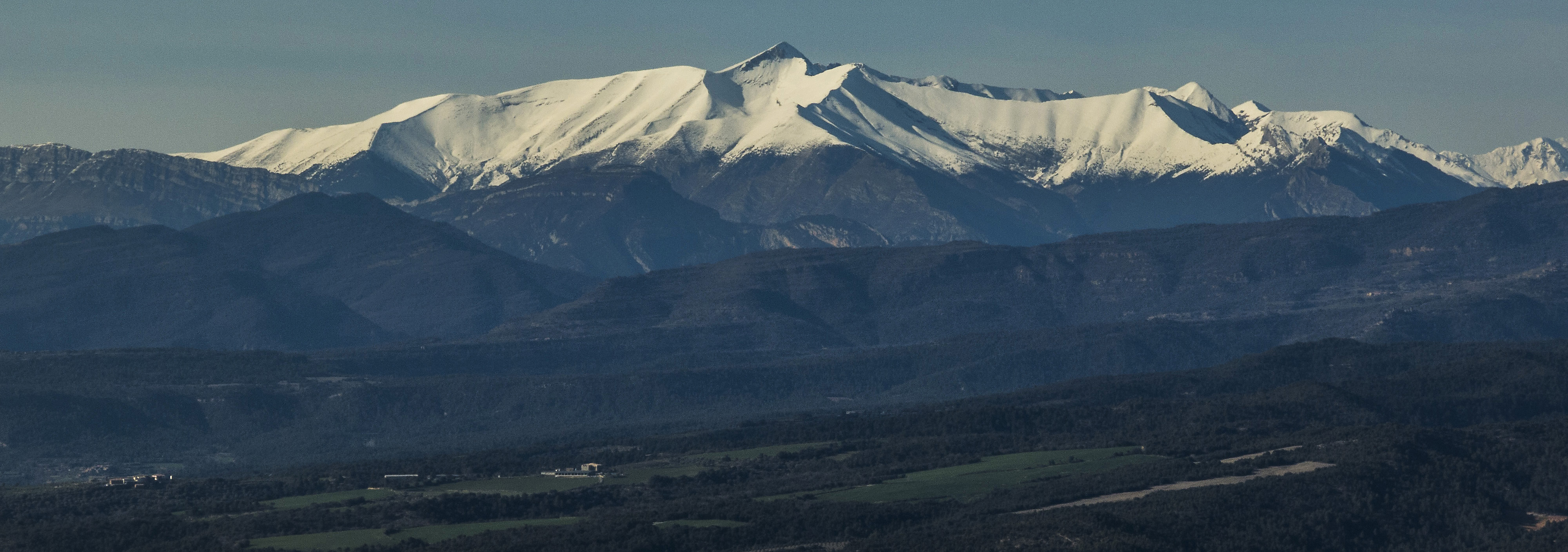
Massif du Cotiella, vue depuis la :ca:Serra del castell de Llaguarres.

Le massif est situé entre les cours des rivières Cinca et Ésera. Il est cerné au nord-est par le massif des Posets, au sud par la sierra Ferrera, dont le point culminant est le rocher de Montañesa (2 295 m), et à l'ouest par le massif de Lierga (2 246 m d'altitude).
| Vallée de la Cinca Massif du Mont-Perdu | Vallée de Chistau Massif de Suelza | Massif des Posets Vallée de Bénasque |
| Vallée de la Cinca Massif de Lierga     | massif du Cotiella                 | Vallée de l'Ésera                    |
| Sierra Ferrera                          | Sierra Ferrera                     | Vallée de l'Ésera Turbón             |

On trouve aussi plus au nord-ouest les sommets Peñas de las Diez (2 568 m), las Once (2 658 m) et del Mediodía (2 468 m). Ces trois sommets doivent leur nom au fait qu'ils ont été utilisés depuis l'Antiquité pour connaître l'heure lorsque le soleil est à leur verticale.

### Topographie
| Sommet                        | Altitude (mètres) | Coordonnées                 |
| ----------------------------- | ----------------- | --------------------------- |
| Cotiella (ou Pic du Cotiella) | 2 912             | 42° 30′ 42″ N, 0° 19′ 11″ E |
| Punta de Armeña               | 2 822             |                             |
| Punta de las Neiss            | 2 751             |                             |
| Cotielleta                    | 2 731             |                             |

### Géologie
Cotiella fait partie de l'orogenèse pyrénéenne, due à l'enfoncement de la plaque ibérique sous la plaque eurasienne. Cotiella est, à l'instar du cirque de Gavarnie, une nappe de charriage, prolongeant sa voisine sur le même axe nord-ouest/sud-est en empilant par plissement et fracturation les matériaux sédimentaires (calcaires karstifiants). Cotiella est le plus élevé des contreforts sud-pyrénéens, suggérant par-là un optimum de la poussée tectonique au centre de la chaîne, proche de ses trois plus hauts sommets (mont Perdu, Posets, Aneto), situés eux dans la chaîne interne. La géologie récente considère que l'orogenèse pyrénéenne se poursuivant de nos jours, son centre d'activité principal s'est déplacé un peu plus à l'ouest dans la chaîne.
Cotiella est un karst d'une épaisseur de plus de 2 000 mètres. Il présente des formes singulières en raison même de cette épaisseur, de la complexité de ses couches et de l'action glaciaire qui a contribué au cisaillement des sommets (aiguilles et arêtes), à la formation de vallées pierreuses (cirques, cônes d'éboulis, dépôts morainiques), de micro-bassins (dolines et cuvettes de creusement telles qu'occupent les lacs de Plan et d'Armena, reposant par ailleurs l'un et l'autre sur des strates peu fissurées, étanches) s'intercalant avec des zones promontoires en roche-mère abrasée et lissée par les anciens glaciers (lapiaz du plateau occidental et du cirque d'Armena notamment). Les versants sont constitués de vastes éboulis, au pied de falaises exposant des empilements remarquables de strates plissées et diversement colorées (certaines rougeâtres par présence de fer).

### Hydrologie et glaciologie

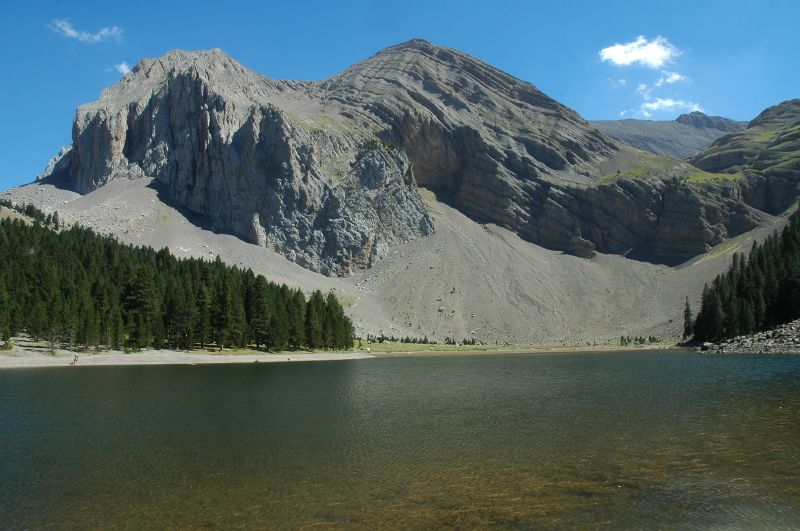
Ibón de Plan.

L'hydrologie de surface est à peu près absente des parties hautes, hormis quelques sources et ruisseaux temporaires après de grosses pluies ou à la fonte des neiges. La nature karstique du sol (calcaire très fissuré), induit en revanche une foisonnante hydrologie souterraine, laquelle jaillit à la surface dans les pentes : les premières sources et ruisseaux permanents font leur apparition en dessous de 2 000 m d'altitude, notamment au lac de Plan et à Armena. Plus bas encore (gorges du Rio Irues) des grottes débitent à la fonte des neiges d'énormes cataractes issues de l'eau infiltrée depuis les parties hautes. Vers l'aval, plusieurs rivières permanentes drainent le massif.
L'hydrologie ancienne fut marquée par les glaciations (jusqu'à environ 10 000 ans avant le présent pour la dernière d'entre elles), qui ont largement sculpté les paysages actuels, notamment près des sommets où s'établissait une petite calotte de glace dont divers bras s'échappaient vers la périphérie, rejoignant et renforçant au nord lors des optimums glaciaires le glacier du Cinqueta dont l'effet abrasif provoqua l'élargissement et le surcreusement du canyon de Plan (verrou glaciaire avec moraines en contrebas). En revanche les fronts de glace de Cotiella ont moins débordé son versant sud et ne firent jamais la jonction avec les petits glaciers qui existèrent dans le versant nord de la sierra Ferrera, laissant à peu près libres de glace les vallées méridionales du massif, ainsi par une érosion fluviale essentiellement façonnées (sinon l'amont de la vallée du rio Garona où une moraine latérale de l'ancien glacier de Ras Neis - Cotiella sud constitue le substrat superficiel du col de Cullivert).

### Climat
On peut qualifier par réduction le climat, ou plutôt les climats de Cotiella, de subméditerranéens de montagne, cela du point de vue de l'excellent ensoleillement (situation de foehn par flux de nord) et de la récurrence de périodes de sécheresse entrecoupées d'épisodes pluvieux ou neigeux souvent intenses mais plutôt brefs. 
Cependant, du point de vue des masses d'air entraînant les précipitations, l'apport d'origine méditerranéenne (flux de sud à sud-est) sans être négligeable, est plutôt moindre que l'apport d'origine atlantique (flux d'ouest à sud-ouest), tandis que les orages ne sont pas rares l'été : ainsi Cotiella présente cycliquement ces autres traits de climat, subocéanique (perturbations atlantiques se réactivant au contact du relief pyrénéen) et subcontinental (tendance orageuse estivale et léger creux hivernal des précipitations).
Le climat du massif est hyper contrasté et étagé au plan des températures, de l'enneigement et des vents, entre le bas des vallées et les sommets (plus de 2 000 m de dénivelé et en moyenne une dizaine de degrés d'écart thermique entre les deux), ainsi :
- jusqu'à environ 1 000 m d'altitude, un climat de garrigue héliophile « chaude » (nuancé par la fraîcheur des nuits et des versants ombragés) à chêne vert, où la neige est assez peu présente ;
- de 1 000 à 2 000 m, un climat progressivement plus montagnard, domaine des pins, sapins, hêtres et chênes, où l'enneigement peut persister de quelques jours ou semaines (vers 1 000 m) à quelques mois (vers 2 000 m) ;
- au-dessus de 2 000 m, le climat de la « haute » montagne pas ou peu arborée (pins à crochets), avec un enneigement souvent continu de novembre à mai à l'exception des adrets plus vite déneigés. Quelques névés sous les plus hauts sommets subsistent certaines années jusqu'à la saison suivante, signalant ce climat pré-glaciaire commun à tous les massifs pyrénéens à l'approche de 3 000 m d'altitude.

Le cumul annuel de précipitations est supposé de l'ordre de 100 cm en vallée, à 150 cm près du sommet central. Les intersaisons (avril-mai et octobre-novembre) présentent statistiquement une pluviométrie plus marquée que celle des autres mois, cependant c'est d'abord l'extrême variabilité et imprévisibilité intra et inter-annuelle qui caractérise la pluviométrie de Cotiella. L'amplitude thermique annuelle est de l'ordre de 15 degrés entre le mois le plus chaud et le mois le plus froid, avec une température moyenne d'environ 10 degrés vers 1 000 mètres d'altitude et zéro degré vers les sommets.

### Flore et faune
Les parties hautes, au-dessus de 2 000 à 2 500 m selon les terrains, présentent un sol essentiellement minéral (karst et pierriers, présence de neige au sol en moyenne plus de 6 mois par an), singulièrement pauvre en humus et surface végétalisée en comparaison d'autres massifs pyrénéens à altitude équivalente, cela notamment en raison de l'extrême perméabilité du socle calcaire, facteur défavorable s'ajoutant à celui, climatique, de périodes de sécheresse accrues par rapport aux massifs frontaliers. Ainsi les sommets de Cotiella constituent un petit désert froid, îlot de cailloux émaillé de quelques pelouses calcicoles rases surplombant la forêt des versants et au-delà, les garrigues et cultures du piémont aragonais. 
Au contraire de la rareté et relativement faible diversité végétales des sommets, la biodiversité atteint localement des pics en dessous de 1 500 m d'altitude, le long des quelques torrents, où les essences de la garrigue sèche se mêlent à celles de la montagne et à celles de la rivière (forêts mixtes de chênes, pins, sapins, hêtres, buis, genévriers…). Parmi ces lieux, les gorges du Rio Irues à l'ouest du massif, de par leur topographie inhospitalière, abritent une petite enclave de forêt primaire, remarquable au plan botanique, insérée dans un chaos de blocs moussus (un sentier permet de longer l'Irues jusqu'à ses sources). Le site est protégé en tant que réserve fluviale naturelle par l'État espagnol.
Endémique pyrénéen, l'euprocte est présent dans un torrent du massif. L'isard est quant à lui le maître symbolique des sommets, et le gypaète barbu celui des airs[non neutre]. Pyrenaearia cotiellae, ou escargot de Cotiella, est endémique du Nord de l'Aragon, spécialement du massif de Cotiella dont il tire son nom.

## Histoire
Cotiella, en tant que montagne enclavée et peu fertile longtemps restée aux lisières extérieures de la « civilisation », a surtout l'histoire non transmise des générations de chasseurs, bergers, possibles ermites, brigands ou autres découvreurs qui simultanément ou successivement parcoururent les lieux, bien avant les pyrénéistes romantiques puis les montagnards et spéléologues d'aujourd'hui.
Le comte Henry Russell, justement pyrénéiste, fit l'ascension de Cotiella dans les années 1860, après avoir été passablement fasciné par la vue qu'il en avait depuis les Pyrénées centrales. Il écrivit de façon rocambolesque comment il y fut attaqué par des bandits et parvint à s'en échapper.

## Activités humaines

### Économie
Un pastoralisme ovin diffus, à la mesure de la faible densité herbeuse, constitue avec quelque tourisme de montagne les seules ressources économiques des hauteurs de Cotiella. Les forêts des versants sont quasiment inexploitées du fait des contraintes d'accès (pentes d'éboulis, falaises…). Il n'y a aucun village ni route asphaltée à l'intérieur du massif et les seuls équipements véritables sont le petit refuge d'Armena et les pistes (plus ou moins carrossables selon les périodes) menant au lac de Plan, au nord du massif, et à la vallée du rio Garona par le col de Cullivert, au sud.

### Randonnée
Le haut massif se caractérise par des conditions classiques de montagne : froid, brusques changements de temps, vents soutenus : frimas accentués par la quasi-absence de forêt au-dessus de 2 000 m. La morphologie d'ensemble — hauts vallons souvent coupés des bas versants par des barres rocheuses, complexité du relief — et la rareté ou l'absence de sentes et balisage, font du haut massif un secteur délicat en cas de brouillard. L'abondance des pierriers peut par ailleurs mettre en difficulté les randonneurs peu habitués à ce type de terrain.
Hormis ces aspects, l'ascension pédestre de Cotiella ne présente pas de difficulté technique particulière. Par le versant est, au départ du village de Barbaruens via le refuge d'Armena, le dénivelé est important (la nuit au refuge peut permettre de faire l'ascension sur deux jours). Le passage du couloir menant au col de Cotiella nécessite que le névé tardif qui le remplit ait en partie fondu pour être franchi sans équipement spécifique, soit guère avant le mois de juin.
Un autre itinéraire, depuis le nord du massif, remonte le vallon du lac de Plan jusqu'à col de la Ribereta, d'où une vire mène au col de la Pala del Puerto.
Ces deux itinéraires peuvent être combinés pour faire une boucle retournant au refuge d'Armena via le lac de Plan, ou l'inverse.
Cotiella est également accessible, en hiver et généralement jusqu'au milieu du printemps, en ski de randonnée ou raquettes. L'itinéraire le plus facile part du col San Isabel, au-dessus du village de Saravillo, traverse le plateau occidental puis gravit Cotiella par son versant arrondi.

### Spéléologie
Le secteur d'Armena est réputé pour ses gouffres qui font l'objet d'expéditions.

### Protection environnementale
Le massif de Cotiella, contrairement à son voisin le massif du Mont-Perdu (parc national), ne fait pas l'objet de mesure de protection particulière.
L'activité touristique, assez peu développée du fait des difficultés d'accès et de l'âpreté du massif, n'occasionne pas d'impact environnemental notoire. Le sommet de Cotiella est lui-même assez peu fréquenté. Seul le lac de Plan voit une réelle affluence à la belle saison, mais le lieu reste préservé. À l'ouest du massif, les gorges du rio Irues sont classées réserve fluviale naturelle et méritent un détour (en dehors des périodes de crue qui rendent le site impraticable).
Du fait de l'ample couverture forestière sur les versants et du climat, la périphérie du massif est fortement exposée au risque de feu.